# Vernassal

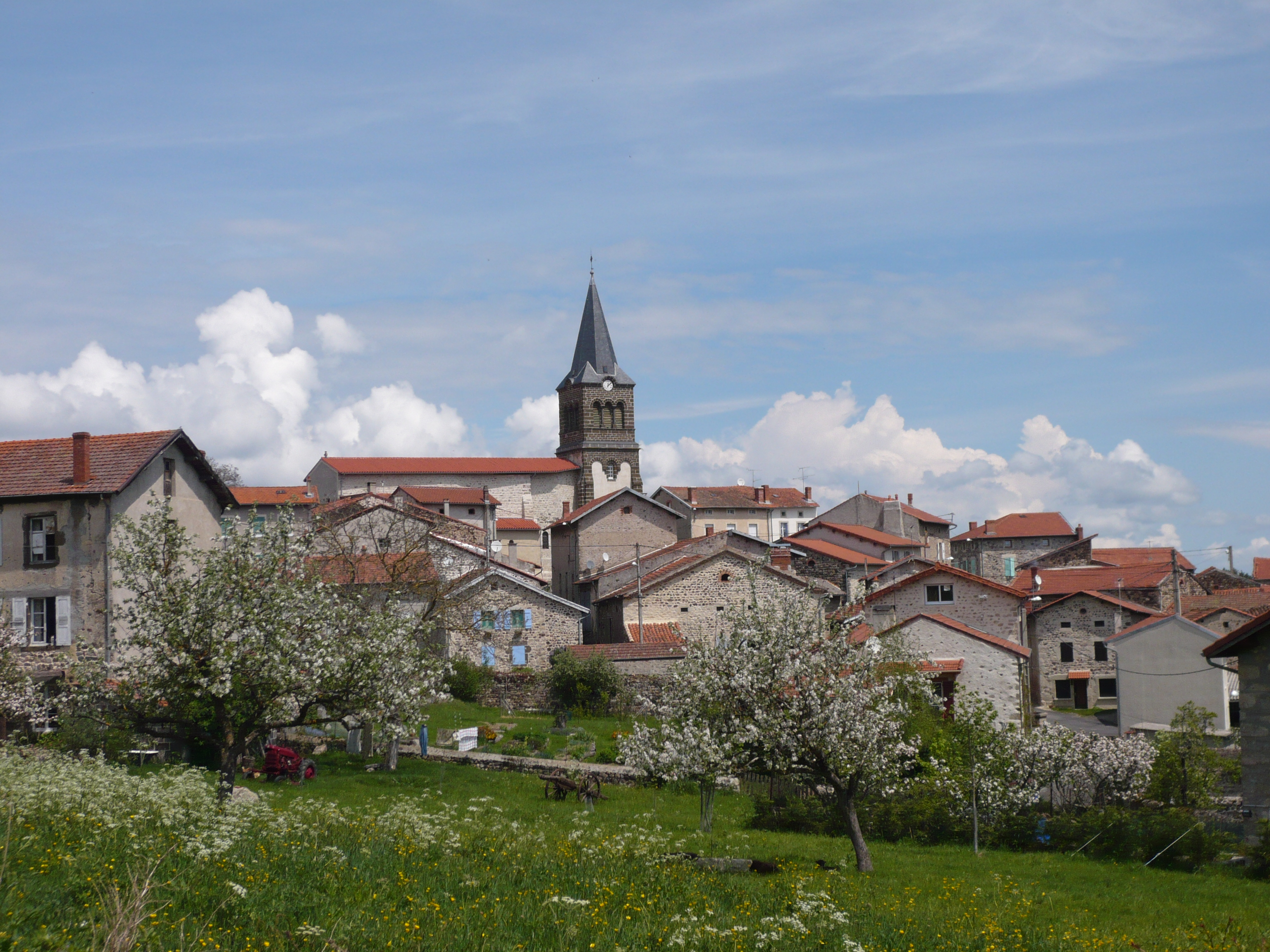
Zicht op het dorp

Vernassal is een gemeente in het Franse departement Haute-Loire (regio Auvergne-Rhône-Alpes) en telt 363 inwoners (2004). De plaats maakt deel uit van het arrondissement Le Puy-en-Velay.

## Geografie
De oppervlakte van Vernassal bedraagt 19,6 km², de bevolkingsdichtheid is 18,5 inwoners per km².
De onderstaande kaart toont de ligging van Vernassal met de belangrijkste infrastructuur en aangrenzende gemeenten.

## Demografie
Onderstaande figuur toont het verloop van het inwonertal (bron: INSEE-tellingen).